# Siboglinum zanzibaricum
Siboglinum zanzibaricum är en ringmaskart som beskrevs av Ivanov 1963. Siboglinum zanzibaricum ingår i släktet Siboglinum och familjen skäggmaskar. Inga underarter finns listade i Catalogue of Life.